# PDP-11
PDP-11은 디지털 이큅먼트 코퍼레이션(DEC)가 1970년부터 1990년대까지 판매하였던 16비트 미니컴퓨터 시리즈로, PDP 시리즈의 제품들 가운데 하나이다. PDP-11은 자신만의 혁신적인 기능들을 몇 개 갖추고 있었으며, 추가적인 범용 레지스터들을 이용하여 전작보다 프로그래밍을 하기 더 쉬웠다. PDP-11은 수많은 실시간 응용 부분에서 PDP-8을 대체하였지만, 두 제품 라인 둘 다 10년 넘게 함께 생존하였다. 전반적으로, 전체 모델 중 약 600,000대의 PDP-11이 판매되었고, DEC의 가장 성공적인 제품 라인들 가운데 하나가 되었다. 미드레인지 미니컴퓨터 틈새 부문의 후계작인 32비트 VAX-11라는 이름은 PDP-11의 인기에 힘입어 지어졌다.
PDP-11은 일부 전문가들에 의해 가장 대중적인 미니컴퓨터로 인식된다. PDP-11의 디자인 특징들은 인텔 x86, 모토로라 68000 등 1970년대 말 컴퓨터 시스템들의 디자인에 영향을 주었다.
디지털 위큅먼트의 다른 운영 체제뿐 아니라 PDP-11 운영 체제의 디자인 기능들은 CP/M과 같은 다른 운영 체제들의 디자인에도 영향을 주었으며 MS-DOS도 마찬가지이다. 10년 동안 PDP-11은 유닉스를 실행할 수 있던 최소형 시스템이었다. 공식적으로 명명된 최초의 판은 1970년에 PDP-11/20에서 구동되었다. C 프로그래밍 언어가 저급 PDP-11 의존 프로그래밍 기능들 몇 가지의 이점을 취하였다고 한다. (비록 설계 상 오리지널이 아닐지라도)

## LSI-11

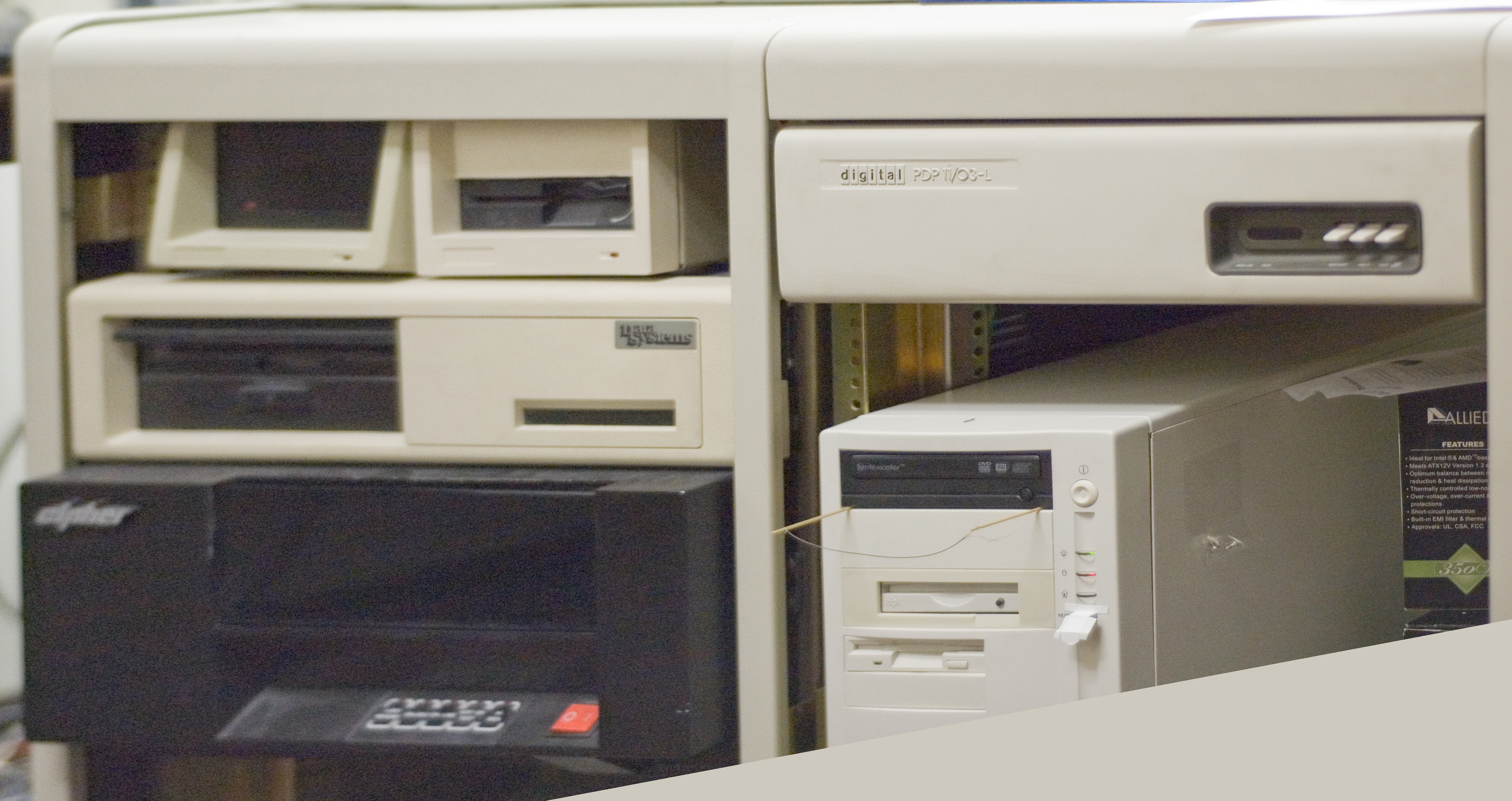
PDP–11/03 (오른쪽 위)

1975년 2월에 출시된 LSI–11(PDP–11/03)은 대규모 통합을 사용하여 생산된 최초의 PDP–11 모델이다. 전체 CPU는 웨스턴 디지털에서 만든 4개의 LSI 칩(MCP-1600 칩셋, 명령 세트를 확장하기 위해 다섯 번째 칩을 추가할 수 있음)에 포함되어 있다. 이는 LSI 버스 또는 Q-버스라고 불리는 유니버스의 가까운 변형인 버스를 사용한다. 이는 주소와 데이터가 별도의 전선 세트를 갖는 대신 공유 전선 세트로 다중화된다는 점에서 유니버스와 주로 다르다. 또한 I/O 장치를 주소 지정하는 방법이 약간 다르며 결국 22비트 물리적 주소(유니버스는 18비트 물리적 주소만 허용)와 크게 향상된 대역폭을 위한 블록 모드 작업(유니버스는 허용하지 않음)을 허용했다.

## 모델

### 유니버스 모델
- PDP-11/20, PDP-11/15
- PDP-11/35, PDP-11/40
- PDP-11/45, PDP-11/50, PDP-11/55
- PDP-11/70
- PDP-11/05, PDP-11/10
- PDP-11/34, PDP-11/04
- PDP-11/60
- PDP-11/44
- PDP-11/24
- PDP-11/84
- PDP-11/94

### Q-버스 모델
- PDP-11/03 (LSI-11/03)
- PDP-11/23
- PDP-11/23+/MicroPDP-11/23
- MicroPDP-11/73
- MicroPDP-11/53
- MicroPDP-11/83
- MicroPDP-11/93
- KXJ11
- Mentec M100
- Mentec M11
- Mentec M1
- Quickware QED-993
- DECserver 500, 550 LAT 터미널 서버

### 표준 버스가 없는 모델
- PDT-11/110
- PDT-11/130
- PDT-11/150

### 계획되었지만 선보인 적이 없는 모델
- PDP-11/27
- PDP-11/68
- PDP-11/74

### 특수 목적의 버전
- GT40
- GT42 – VT11 벡터 그래픽스 터미널
- GT44 – VT11 벡터 그래픽스 터미널
- GT62 – VS60 벡터 그래픽스 워크스테이션
- H11
- VT20
- VT71
- VT103
- VT173
- MINC-11
- C.mmp

- 유니메이션 로봇 암 컨트롤러

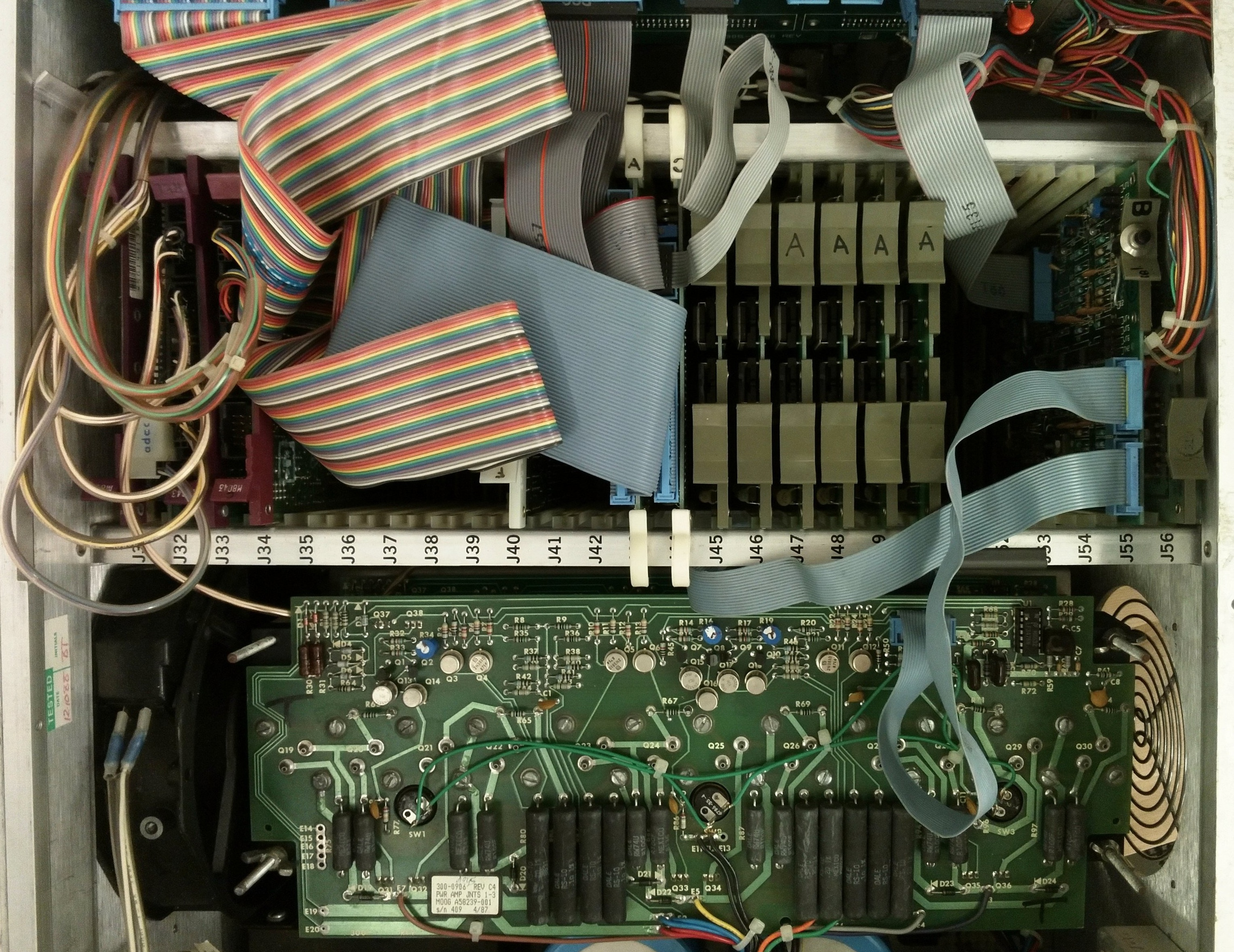
유니메이션 로봇 암 컨트롤러.

- SBC 11/21 (boardname KXT11) 팰컨, 팰컨 플러스
- KXJ11 – QBUS 카드 (M7616)
- VAX 콘솔

### 허가되지 않은 복제품
- SM-4, SM-1420, SM-1600, Elektronika BK 시리즈, Elektronika 60, Elektronika 85, DVK, UKNC (소련).
- SM-4, SM-1420, IZOT-1016, 주변기기 (불가리아).
- MERA-60 폴란드.
- SM-1620, SM-1630 (동독).
- SM-4, TPA-1140,[13] TPA-1148,[14] TPA-11/440[15] (헝가리).
- SM-4/20, SM 52-11, JPR-12R (체코슬로바키아)
- CalData – 미국[16]
- CORAL 시리즈, INDEPENDENT 시리즈